# Ivanivșciîna, Dzerjînsk
Ivanivșciîna (în ucraineană Іванівщина) este un sat în comuna Iahodînka din raionul Dzerjînsk, regiunea Jîtomîr, Ucraina.

## Demografie
Componența lingvistică a localității Ivanivșciîna
     Ucraineană (100%)
Conform recensământului din 2001, toată populația localității Ivanivșciîna era vorbitoare de ucraineană (100%).